# Festival "Temps d'images"
Festivalul "Temps d'images" este un festival internațional care are loc anual în luna octombrie la Cluj. Prin caracterul său eclectic (cuprinde teatru, dans și artă video) precum și prin faptul ca este un festival paneuropean (are loc în 10 țări), "Temps d'images" este un festival unic in spațiul cultural românesc. 

## Prezentare
"Temps d'images" a apărut la inițiativa canalului de televiziune "ARTE" si a centrului de artă "La Ferme du Buisson". 
Prima ediție a festivalului românesc a debutat in 2008.